# Il viaggio di Maciste
Il viaggio di Maciste è un film muto del 1920 diretto ed interpretato da Carlo Campogalliani, con Bartolomeo Pagano nel ruolo di Maciste.
Il film fa parte de La trilogia di Maciste.